# イン駅
イン駅（インえき、ロシア語：Станция Ин）は、ロシア連邦ユダヤ自治州スミドヴィチにある、ロシア鉄道の鉄道駅。シベリア鉄道本線の駅で、一部の長距離列車とエレクトリーチカが停車する。

## 隣の駅
ロシア鉄道
シベリア鉄道本線
035Ч列車・035Э列車・099Э列車・100Щ列車・100Э列車
ビロビジャンI駅 - イン駅 - ハバロフスクI駅
325Э列車・325Ж列車・663Й列車・663Э列車
アウル駅 - イン駅 - ヴォロチャーエフカI駅
エレクトリーチカ
ベルゴロドスコエ駅 - イン駅 - オリゴフタ駅